# Storby Träsket
Storby Träsket eller Träsket är en mosse i Storby i Eckerö på Åland, området är sedan 1998 ett naturreservat. Vattnet från myren rinner ut i Nabbfjärden i öster.
Storby Träsket är ett högmossekomplex med stora kärrområden. Myrens centrala delar är öppen eller består av gles tallskog. Randskogen är gles eller medeltät talldominerad blandskog.